# Liste der Johannes-Nepomuk-Darstellungen im Burgenland
Die Liste der Johannes-Nepomuk-Darstellungen im Burgenland zeigt die zahlreichen Standorte des 1729 heiliggesprochenen Johannes Nepomuk. Dieser gilt nach Maria und Josef als der am dritthäufigsten dargestellte Heilige in Österreich.
Die ältesten bekannten Johannes-Nepomuk-Darstellungen im Burgenland befinden sich auf den Pestsäulen von Eisenstadt und Neusiedl am See und stammen aus dem Jahr 1713.

## Standorte
| Foto |                 | Objekt                        | Standort                                                     | Künstler | Baujahr | Beschreibung |
| ---- | --------------- | ----------------------------- | ------------------------------------------------------------ | -------- | ------- | --- |
| ja   | Datei hochladen | Statue Johannes Nepomuk       | Antau (Bezirk Mattersburg) ·                                 |          |         | In der 1897 in Antau errichteten Maria-Lourdes-Kapelle befindet sich auf der rechten Seite eine Johannes-Nepomuk-Säule. |
| ja   | Datei hochladen | Statue Johannes Nepomuk       | Baumgarten (Bezirk Mattersburg) ·                            |          |         | Vor dem Pfarrhof von Baumgarten im Burgenland steht ein Johannes Nepomuk geweihter Bildstock aus der ersten Hälfte des 18. Jahrhunderts. 1898 wurde dieser von der beim Gasthaus befindlichen Brücke hierher versetzt. |
|      | Datei hochladen | Statue Johannes Nepomuk       | Breitenbrunn am Neusiedler See (Bezirk Eisenstadt-Umgebung)  |          |         | Auf dem linken Seitenaltar der Pfarrkirche von Breitenbrunn befinden sich eine Nischenfigur Johannes Nepomuks aus der Mitte des 18. Jahrhunderts und ein Retabel mit einem Relief des Brückensturzes. |
| ja   | Datei hochladen | Statue Johannes Nepomuk       | Bubendorf (Bezirk Oberpullendorf) ·                          |          |         | In Bubendorf im Burgenland steht eine Johannes-Nepomuk-Kapelle mit einer Statue des Heiligen. |
|      | Datei hochladen | Statue Johannes Nepomuk       | Deutsch Jahrndorf (Bezirk Neusiedl)                          |          |         | Auf dem Hochaltar der Pfarrkirche von Deutsch Jahrndorf befindet sich eine hölzerne Statue Johannes Nepomuks aus dem dritten Viertel des 18. Jahrhunderts. |
| ja   | Datei hochladen | Statue Johannes Nepomuk       | Deutschkreutz (Bezirk Oberpullendorf) ·                      |          |         | In der 1805 errichteten und zwischen zwei Bächen gelegenen Johannes-Nepomuk-Kapelle befindet sich in der Apsis eine Statue des Heiligen. |
| ja   | Datei hochladen | Statue Johannes Nepomuk       | Deutschkreutz (Bezirk Oberpullendorf) ·                      |          |         | Beim Sägewerk von Deutschkreutz steht eine Johannes Nepomuk geweihter Bildstock aus dem 18. Jahrhundert. Dieser wurde 1929 von der Kirche her an diesen Standort versetzt. |
|      | Datei hochladen | Statue Johannes Nepomuk       | Donnerskirchen (Bezirk Eisenstadt-Umgebung)                  |          |         | In der dem heiligen Johannes Nepomuk geweihten Kirche von Donnerskirchen befinden sich auf dem aus dem Augustinerkloster in Bruck an der Leitha stammenden Hochaltar ein Altarbild mit einer Darstellung des Almosen |
| ja   | Datei hochladen | Statue Johannes Nepomuk       | Donnerskirchen (Bezirk Eisenstadt-Umgebung) ·                |          |         | In der Johannesstraße von Donnerskirchen steht ein Johannes Nepomuk geweihter Bildstock aus dem 18. Jahrhundert. |
| ja   | Datei hochladen | Statue Johannes Nepomuk       | Dörfl (Bezirk Oberpullendorf) ·                              |          |         | In Dörfl im Burgenland steht eine aus dem 18. Jahrhundert stammende Johannes-Nepomuk-Kapelle mit Doppelwappen. |
| ja   | Datei hochladen | Statue Johannes Nepomuk       | Draßburg (Bezirk Mattersburg) ·                              |          |         | Auf dem Hauptplatz von Draßburg steht ein 1858 errichteter und von vier Säulen getragener Baldachin mit einer Statue Johannes Nepomuks aus der Zeit um 1750. Anlass für dessen Aufstellung war der damals noch nicht kanalisierte Bach. |
| ja   | Datei hochladen | Statue Johannes Nepomuk       | Draßmarkt (Bezirk Oberpullendorf) ·                          |          |         | Unterhalb des Pfarrhofs von Draßmarkt steht eine Johannes-Nepomuk-Kapelle aus dem 18. Jahrhundert mit einer weiß gefassten Figur des Heiligen. |
| ja   | Datei hochladen | Statue Johannes Nepomuk       | Draßmarkt (Bezirk Oberpullendorf) ·                          |          |         | Beim Dorfaubach von Draßmarkt steht eine moderne Johannes-Nepomuk-Kapelle mit einer Statue Johannes Nepomuks. |
|      | Datei hochladen | Statue Johannes Nepomuk       | Dürnbach (Bezirk Oberwart)                                   |          |         | Auf dem linken Seitenaltar der Pfarrkirche von Dürnbach im Burgenland befindet sich ein Altarbild mit einer Darstellung Johannes Nepomuks aus der Zeit um 1800. |
|      | Datei hochladen | Statue Johannes Nepomuk       | Eberau (Bezirk Güssing)                                      |          |         | Auf dem rechten Seitenaltar der Pfarrkirche von Eberau befindet sich eine Darstellung Johannes Nepomuks mit einem Wappen. |
| ja   | Datei hochladen | Nischenfigur Johannes Nepomuk | Eisenstadt ·                                                 |          |         | Im Kapellengang von Schloss Esterházy befindet sich eine Nische mit einer Statue Johannes Nepomuks aus der ersten Hälfte des 18. Jahrhunderts. |
|      | Datei hochladen | Statue Johannes Nepomuk       | Eisenstadt                                                   |          |         | Unter den Figuren auf der 1713 von der Stadt Eisenstadt errichteten Pestsäule in der Hauptstraße von Eisenstadt befindet sich auch eine Darstellung von Johannes Nepomuk. |
| ja   | Datei hochladen | Statue Johannes Nepomuk       | Eisenstadt ·                                                 |          |         | Vor der Bergkirche von Eisenstadt steht ein Johannes Nepomuk geweihter Bildstock. |
| ja   | Datei hochladen | Statue Johannes Nepomuk       | Forchtenau (Bezirk Mattersburg) ·                            |          |         | In der Pfarrkirche von Forchtenau befindet sich eine hölzerne Statue Johannes Nepomuks aus dem 18. Jahrhundert. |
| ja   | Datei hochladen | Statue Johannes Nepomuk       | Forchtenau (Bezirk Mattersburg) ·                            |          |         | In einer Hauskapelle in der Talgasse befindet sich eine Statue Johannes Nepomuks aus dem 18. Jahrhundert. |
| ja   | Datei hochladen | Statue Johannes Nepomuk       | Frankenau (Bezirk Oberpullendorf) ·                          |          |         | Im Südwesten von Frankenau steht ein Bildstock Johannes Nepomuks aus dem Jahr 1864. |
|      | Datei hochladen | Statue Johannes Nepomuk       | Frauenkirchen (Bezirk Neusiedl)                              |          |         | Im Hof des Franziskanerklosters von Frauenkirchen steht ein Brunnen mit einer Statue Johannes Nepomuks. |
| ja   | Datei hochladen | Statue Johannes Nepomuk       | Frauenkirchen (Bezirk Neusiedl) ·                            |          |         | Bei der Schule von Frauenkirchen steht eine Statue Johannes Nepomuks aus dem 18. Jahrhundert. Eine Inschrift mit der Jahreszahl 1863 bezieht sich auf den Zeitpunkt der Versetzung. |
|      | Datei hochladen | Statue Johannes Nepomuk       | Gattendorf (Bezirk Neusiedl)                                 |          |         | Auf dem linken Kapellenaltar der Pfarrkirche von Gattendorf befindet sich eine barocke Statue Johannes Nepomuks. |
|      | Datei hochladen | Statue Johannes Nepomuk       | Gattendorf (Bezirk Neusiedl)                                 |          |         | An der Hoffront des Neuen Schlosses von Gattendorf befindet sich eine Nische mit einer Statue Johannes Nepomuks aus der zweiten Hälfte des 18. Jahrhunderts. |
| ja   | Datei hochladen | Statue Johannes Nepomuk       | Gattendorf (Bezirk Neusiedl) ·                               |          |         | Bei einer Straßenkreuzung in Gattendorf steht ein Bildstock mit einer Statue Johannes Nepomuks aus dem Anfang des 18. Jahrhunderts. |
| ja   | Datei hochladen | Statue Johannes Nepomuk       | Girm (Bezirk Oberpullendorf) ·                               |          |         | In der Girmer Straße von Girm steht am Ortseingang beim Bach eine 1749 aufgestellte und 1972 versetzte Johannes-Nepomuk-Säule. |
|      | Datei hochladen | Statue Johannes Nepomuk       | Großhöflein (Bezirk Eisenstadt-Umgebung)                     |          |         | In der Radegundiskapelle in der Hauptstraße von Großhöflein befindet sich ein Ölgemälde von Johannes Nepomuk aus der zweiten Hälfte des 18. Jahrhunderts. |
| ja   | Datei hochladen | Statue Johannes Nepomuk       | Großhöflein (Bezirk Eisenstadt-Umgebung) ·                   |          |         | Vor der Kirche von Großhöflein steht ein Bildstock Johannes Nepomuks aus der Zeit um 1730. |
|      | Datei hochladen | Statue Johannes Nepomuk       | Großpetersdorf (Bezirk Oberwart)                             |          |         | In der Pfarrkirche von Großpetersdorf befinden sich ein aus der alten Pfarrkirche stammendes Gemälde Johannes Nepomuks sowie eine Klosterarbeit mit einem Wachsmedaillon des Heiligen aus dem 18. Jahrhundert. |
|      | Datei hochladen | Statue Johannes Nepomuk       | Güssing (Bezirk Güssing)                                     |          |         | Auf dem rechten Seitenaltar der Franziskanerklosterkirche von Güssing befindet sich ein Altargemälde Johannes Nepomuks. |
| ja   | Datei hochladen | Nischenfigur Johannes Nepomuk | Halbturn (Bezirk Neusiedl)                                   |          |         | In der Vorhalle der Pfarrkirche von Halbturn befindet sich eine Statue Johannes Nepomuks aus dem ersten Viertel des 18. Jahrhunderts als Nischenfigur. |
| ja   | Datei hochladen | Statue Johannes Nepomuk       | Halbturn (Bezirk Neusiedl) ·                                 |          |         | In Halbturn steht eine 1809 errichtete Johannes-Nepomuk-Kapelle mit Statuen der heiligen Rosalia, Rochus und Johannes Nepomuk. |
| ja   | Datei hochladen | Statue Johannes Nepomuk       | Halbturn (Bezirk Neusiedl) ·                                 |          |         | In Halbturn steht ein Bildstock mit einer Statue Johannes Nepomuks aus dem Ende des 18. Jahrhunderts. |
|      | Datei hochladen | Statue Johannes Nepomuk       | Hannersdorf (Bezirk Oberwart)                                |          |         | An der Südwand der Pfarrkirche von Hannersdorf befindet sich ein Ölgemälde von Johannes Nepomuk aus der ersten Hälfte des 18. Jahrhunderts. |
|      | Datei hochladen | Statue Johannes Nepomuk       | Hochstraß (Bezirk Oberpullendorf)                            |          |         | In der Kirche von Hochstraß befindet sich am Pilaster der Apsis eine Statue Johannes Nepomuks aus dem 18. Jahrhundert. |
| ja   | Datei hochladen | Statue Johannes Nepomuk       | Hochstraß (Bezirk Oberpullendorf) ·                          |          |         | In Hochstraß befindet sich eine Wegkapelle mit einer Figur Johannes Nepomuks. |
|      | Datei hochladen | Statue Johannes Nepomuk       | Horitschon (Bezirk Oberpullendorf)                           |          |         | In Horitschon steht eine mit 1742 bezeichnete Johannes-Nepomuk-Säule. |
| ja   | Datei hochladen | Statue Johannes Nepomuk       | Hornstein (Bezirk Eisenstadt-Umgebung) ·                     |          |         | Neben der Theresienkapelle von Hornstein steht ein Johannes Nepomuk geweihter Bildstock, der mit 1731 bezeichnet ist. |
| ja   | Datei hochladen | Statue Johannes Nepomuk       | Illmitz (Bezirk Neusiedl) ·                                  |          |         | Die Statue des Heiligen steht vor der Pfarrkirche von Illmitz in der Unteren Hauptstraße |
| ja   | Datei hochladen | Nischenfigur Johannes Nepomuk | Jabing (Bezirk Oberwart) ·                                   |          |         | An der Außenseite des Kirchturms der Pfarrkirche von Jabing befindet sich eine Statue Johannes Nepomuks als Nischenfigur. |
|      | Datei hochladen | Statue Johannes Nepomuk       | Jois (Bezirk Neusiedl)                                       |          |         | Auf dem linken Seitenaltar der alten Pfarrkirche von Jois befindet sich ein reichgerahmtes Relief Johannes Nepomuks aus der Zeit um 1760. |
| ja   | Datei hochladen | Statue Johannes Nepomuk       | Jois (Bezirk Neusiedl) ·                                     |          |         | Im neuen Friedhof von Jois steht eine mit 1875 datierte Statue Johannes Nepomuks als Grabstein. |
|      | Datei hochladen | Statue Johannes Nepomuk       | Kaisersdorf (Bezirk Oberpullendorf)                          |          |         | Auf dem Hochaltar der Pfarrkirche von Kaisersdorf befindet sich eine aus Holz geschnitzte und weiß gefasste Statue Johannes Nepomuks. |
|      | Datei hochladen | Statue Johannes Nepomuk       | Karl (Bezirk Oberpullendorf)                                 |          |         | In der Kirche von Karl befindet sich eine aus Holz geschnitzte Statue Johannes Nepomuks aus der Zeit um 1800. |
|      | Datei hochladen | Statue Johannes Nepomuk       | Kemeten (Bezirk Oberwart)                                    |          |         | In der Pfarrkirche von Kemeten befindet sich eine aus Holz geschnitzte Statue Johannes Nepomuks aus dem 18. Jahrhundert. |
|      | Datei hochladen | Statue Johannes Nepomuk       | Kitzladen (Bezirk Oberwart)                                  |          |         | Am Triumphbogen der Pfarrkirche von Kitzladen befindet sich eine aus Holz geschnitzte Statue aus der ersten Hälfte des 18. Jahrhunderts. |
|      | Datei hochladen | Statue Johannes Nepomuk       | Kleinfrauenhaid (Bezirk Mattersburg)                         |          |         | An der Wand des Langhauses der Pfarrkirche Kleinfrauenhaid befindet sich ein Ölgemälde aus der zweiten Hälfte des 18. Jahrhunderts mit der Darstellung Johannes Nepomuks auf dem Totenbett. Das Bild wird Stephan Dorfmeister zugeschrieben. |
| ja   | Datei hochladen | Statue Johannes Nepomuk       | Kleinfrauenhaid (Bezirk Mattersburg) ·                       |          |         | In Kleinfrauenhaid steht eine Statue Johannes Nepomuks aus dem Jahr 1736. Die Statue hat 3 Chronogramms, alle aus dem Jahr 1736. |
|      | Datei hochladen | Statue Johannes Nepomuk       | Kleinhöflein im Burgenland (Eisenstadt)                      |          |         | Auf dem Hochaltar der Pfarrkirche von Kleinhöflein im Burgenland befindet sich eine aus Holz geschnitzte Statue Johannes Nepomuks aus dem dritten Viertel des 18. Jahrhunderts. |
|      | Datei hochladen | Statue Johannes Nepomuk       | Kleinwarasdorf (Bezirk Oberpullendorf)                       |          |         | In der Pfarrkirche von Kleinwarasdorf befindet sich eine Darstellung Johannes Nepomuks aus dem 19. Jahrhundert als Konsolfigur. |
|      | Datei hochladen | Statue Johannes Nepomuk       | Klostermarienberg (Bezirk Oberpullendorf)                    |          |         | Auf dem rechten Seitenaltar der Pfarrkirche von Klostermarienberg befindet sich ein Altargemälde mit der Darstellung Johannes Nepomuk in der Glorie. |
| ja   | Datei hochladen | Statue Johannes Nepomuk       | Kohfidisch (Bezirk Oberwart) ·                               |          |         | In der um 1840 in Kohfidisch errichteten und später um einen Glockenturm erweiterten Johannes-Nepomuk-Kapelle befindet sich eine Statue des Heiligen aus dem 18. Jahrhundert. Die neu renovierte Kapelle wurde am 16. Mai 2004 gesegnet. |
|      | Datei hochladen | Statue Johannes Nepomuk       | Königsdorf (Bezirk Jennersdorf)                              |          |         | Bei der Kirche von Jennersdorf steht eine Johannes-Nepomuk-Statue aus dem Jahr 1771 |
|      | Datei hochladen | Statue Johannes Nepomuk       | Königshof (Bezirk Neusiedl)                                  |          |         | Beim Haupttor des Meierhofs von Königshof stehen Statuen der Heiligen Leonhard und Johannes Nepomuks aus dem Jahr 1731. |
| ja   | Datei hochladen | Statue Johannes Nepomuk       | Lackendorf (Bezirk Oberpullendorf) ·                         |          |         | In der Hauptstraße von Lackendorf steht eine modern gestaltete Johannes-Nepomuk-Kapelle. |
|      | Datei hochladen | Statue Johannes Nepomuk       | Landsee (Bezirk Oberpullendorf)                              |          |         | Auf der Orgelempore der Pfarrkirche von Landsee befindet sich eine barocke Figur Johannes Nepomuks. |
| ja   | Datei hochladen | Statue Johannes Nepomuk       | Landsee (Bezirk Oberpullendorf) ·                            |          |         | Vor der Pfarrkirche von Landsee steht eine Statue Johannes Nepomuks aus der Mitte des 18. Jahrhunderts mit einem Relief des Brückensturzes. |
|      | Datei hochladen | Statue Johannes Nepomuk       | Langeck im Burgenland (Bezirk Oberpullendorf)                |          |         | Die 1808 errichtete Kirche von Langeck im Burgenland ist dem heiligen Johannes Nepomuk geweiht. |
|      | Datei hochladen | Statue Johannes Nepomuk       | Leithaprodersdorf (Bezirk Eisenstadt-Umgebung)               |          |         | In der Pfarrkirche von Leithaprodersdorf befindet sich eine Statue Johannes Nepomuks. |
|      | Datei hochladen | Statue Johannes Nepomuk       | Lockenhaus (Bezirk Oberpullendorf)                           |          |         | Auf dem rechten Seitenaltar der Pfarrkirche von Lockenhaus befinden sich ein Altargemälde mit einer Darstellung Johannes Nepomuks sowie eine Kartusche mit einem Chronogramm aus dem Jahr 1752. |
|      | Datei hochladen | Statue Johannes Nepomuk       | Loipersbach im Burgenland (Bezirk Mattersburg)               |          |         | In der Kirche von Loipersbach befindet sich eine Darstellung Johannes Nepomuks aus dem dritten Viertel des 18. Jahrhunderts als Konsolfigur. |
|      | Datei hochladen | Statue Johannes Nepomuk       | Loretto (Bezirk Eisenstadt-Umgebung)                         |          |         | Auf dem Altar der auf der linken Seite der Pfarrkirche von Loretto eingerichteten Johannes-Nepomuk-Kapelle finden sich eine Darstellung des über das Wasser gehenden Heiligen und ein Aufsatzbild mit einer Darstellung Johannes Nepomuks mit einem Rosenkranz. Am Triumphbogen findet sich eine aus Holz geschnitzte Statue Johannes Nepomuks aus dem 18. Jahrhundert.                                                               |
|      | Datei hochladen | Statue Johannes Nepomuk       | Loretto (Bezirk Eisenstadt-Umgebung)                         |          |         | Unter den Sockelfiguren des Dreifaltigkeitsobelisken aus der ersten Hälfte des 18. Jahrhunderts auf dem Anger von Loretto befindet sich unter anderem eine Darstellung Johannes Nepomuks. |
|      | Datei hochladen | Statue Johannes Nepomuk       | Lutzmannsburg (Bezirk Oberpullendorf)                        |          |         | Auf dem rechten Seitenaltar der Pfarrkirche von Lutzmannsburg befindet sich eine Statue Johannes Nepomuks aus der Mitte des 18. Jahrhunderts. |
| ja   | Datei hochladen | Statue Johannes Nepomuk       | Lutzmannsburg (Bezirk Oberpullendorf) ·                      |          |         | Neben dem katholischen Pfarrhof steht ein Bildstock Johannes Nepomuks aus der Zeit um 1800. |
|      | Datei hochladen | Statue Johannes Nepomuk       | Mannersdorf an der Rabnitz (Bezirk Oberpullendorf)           |          |         | Auf dem linken Seitenaltar der Pfarrkirche von Mannersdorf an der Rabnitz befindet sich ein Altargemälde mit einer Darstellung Johannes Nepomuks aus der zweiten Hälfte des 18. Jahrhunderts. |
|      | Datei hochladen | Statue Johannes Nepomuk       | Mariasdorf (Bezirk Oberwart)                                 |          |         | An der Straße zum Bergwerk von Mariasdorf steht eine Johannes-Nepomuk-Kapelle mit einer aus Holz geschnitzten und polychromierten Statue des Heiligen aus der Zeit um 1857. |
|      | Datei hochladen | Statue Johannes Nepomuk       | Markt Neuhodis (Bezirk Oberwart)                             |          |         | Auf dem rechten Seitenaltar der Pfarrkirche von Neuhodis befindet sich ein Altargemälde Johannes Nepomuks. |
|      | Datei hochladen | Statue Johannes Nepomuk       | Markt Neuhodis (Bezirk Oberwart)                             |          |         | Beim westlichen Ortsende steht eine Johannes-Nepomuk-Kapelle mit einer aus Holz geschnitzten und teilweise vergoldeten Statue des Heiligen aus der zweiten Hälfte des 18. Jahrhunderts. |
| ja   | Datei hochladen | Statue Johannes Nepomuk       | Marz (Bezirk Mattersburg) ·                                  |          |         | In der in der Heiligenbrunnerstraße von Marz stehenden Johannes-Nepomuk-Kapelle befinden sich ein Wandgemälde mit einer Darstellung des Brückensturzes des Heiligen sowie ein Altar mit einer Statue Johannes Nepomuks. |
|      | Datei hochladen | Statue Johannes Nepomuk       | Mischendorf (Bezirk Oberwart)                                |          |         | In Mischendorf befindet sich ein 1804 gestifteter KapellenBildstock mit einer Statue Johannes Nepomuks. |
| ja   | Datei hochladen | Statue Johannes Nepomuk       | Mitterpullendorf (Bezirk Oberpullendorf) ·                   |          |         | Auf einem Seitenaltar der Pfarrkirche von Mitterpullendorf befindet sich eine Darstellung Johannes Nepomuks aus dem 18. Jahrhundert als Mensafigur. |
|      | Datei hochladen | Statue Johannes Nepomuk       | Mönchhof (Bezirk Neusiedl)                                   |          |         | Im Stiegenhaus des Pfarrhofs von Mönchhof befindet sich eine Figur Johannes Nepomuks aus der ersten Hälfte des 18. Jahrhunderts. |
| ja   | Datei hochladen | Statue Johannes Nepomuk       | Müllendorf (Bezirk Eisenstadt-Umgebung) ·                    |          |         | Über dem Südportal der in der ersten Hälfte des 18. Jahrhunderts am östlichen Ortsende errichteten Johannes-Nepomuk-Kapelle von Müllendorf befindet sich eine Statue Johannes Nepomuks. |
|      | Datei hochladen | Statue Johannes Nepomuk       | Müllendorf (Bezirk Eisenstadt-Umgebung)                      |          |         | Auf dem Altar der Johannes-Nepomuk-Kapelle von Müllendorf befindet sich ein Altarschrein mit einer Figur Johannes Nepomuks. |
| ja   | Datei hochladen | Statue Johannes Nepomuk       | Neckenmarkt (Bezirk Oberpullendorf) ·                        |          |         | In Neckenmarkt steht am Goldbach eine 1745 errichtete Johannes-Nepomuk-Kapelle mit einer Darstellung des Heiligen als Nischenfigur. |
|      | Datei hochladen | Statue Johannes Nepomuk       | Neckenmarkt (Bezirk Oberpullendorf)                          |          |         | In der Angergasse von Neckenmarkt steht eine moderne Johannes-Nepomuk-Kapelle. |
| ja   | Datei hochladen | Statue Johannes Nepomuk       | Neckenmarkt (Bezirk Oberpullendorf) ·                        |          |         | Oberhalb der Kirche von Neckenmarkt steht eine mit 1721 datierte Johannes-Nepomuk-Säule mit einer Statue des Heiligen. |
| ja   | Datei hochladen | Statue Johannes Nepomuk       | Neckenmarkt (Bezirk Oberpullendorf) ·                        |          |         | Oberhalb des Friedhofs von Neckenmarkt steht ein Bildstock mit einer Statue Johannes Nepomuks. |
|      | Datei hochladen | Statue Johannes Nepomuk       | Neudorf bei Parndorf (Bezirk Neusiedl)                       |          |         | Auf dem Schalldeckel der Kanzel in der Pfarrkirche von Neudorf bei Parndorf befindet sich eine Figur Johannes Nepomuks aus dem 18. Jahrhundert. |
| ja   | Datei hochladen | Statue Johannes Nepomuk       | Neudorf bei Parndorf (Bezirk Neusiedl) ·                     |          |         | Bei der Mühle von Neudorf bei Parndorf steht ein Bildstock Johannes Nepomuks aus dem 18. Jahrhundert. |
| ja   | Datei hochladen | Statue Johannes Nepomuk       | Neudörfl (Bezirk Mattersburg) ·                              |          |         | In Neudörfl steht bei der Brücke über die Leitha eine 1745 errichtete Johannes-Nepomuk-Kapelle mit einer Statue des Heiligen. |
|      | Datei hochladen | Statue Johannes Nepomuk       | Neumarkt im Tauchental (Bezirk Oberwart)                     |          |         | Auf dem linken Seitenaltar der Pfarrkirche von Neumarkt im Tauchental befindet sich ein Gemälde Johannes Nepomuks. |
|      | Datei hochladen | Statue Johannes Nepomuk       | Neusiedl am See (Bezirk Neusiedl)                            |          |         | In der Pfarrkirche von Neusiedl am See befindet sich auf der rechten Seite vom Südportal eine aus Holz geschnitzte und aus dem 18. Jahrhundert stammende Statue Johannes Nepomuks. |
|      | Datei hochladen | Statue Johannes Nepomuk       | Neusiedl am See (Bezirk Neusiedl)                            |          |         | Auf dem Altarblatt der 1739 errichteten Johannes-Kapelle befindet sich eine Darstellung des Brückensturzes von Johannes Nepomuk. |
| ja   | Datei hochladen | Statue Johannes Nepomuk       | Neusiedl am See (Bezirk Neusiedl) ·                          |          |         | Auf der 1713 errichteten Dreifaltigkeitssäule auf dem Hauptplatz von Neusiedl am See befindet sich unter anderem eine Darstellung Johannes Nepomuks als Sockelfigur. |
| ja   | Datei hochladen | Relief Johannes Nepomuk       | Neusiedl am See (Bezirk Neusiedl) ·                          |          |         | Auf der Fassade des so genannten Baldingerhofs auf dem Hauptplatz von Neusiedl am See befindet sich ein polychromiertes Relief mit der Darstellung der Heiligen Antonius und Johannes Nepomuk vor der Madonna aus dem 18. Jahrhundert. Als Vorlage diente das Eisenstädter Gnadenbild. |
|      | Datei hochladen | Statue Johannes Nepomuk       | Neutal (Bezirk Oberpullendorf)                               |          |         | In Neutal steht eine 1916 errichtete Johannes-Nepomuk-Kapelle. |
| ja   | Datei hochladen | Statue Johannes Nepomuk       | Nikitsch (Bezirk Oberpullendorf) ·                           |          |         | Vor der Kirche von Nikitsch steht eine 1737 geschaffene Figurengruppe mit einer Darstellung Johannes Nepomuks. |
| ja   | Datei hochladen | Statue Johannes Nepomuk       | Oberloisdorf (Bezirk Oberpullendorf) ·                       |          |         | Die Statue wurde 1916 an dieser Stelle aufgestellt |
| ja   | Datei hochladen | Statue Johannes Nepomuk       | Oberpullendorf (Bezirk Oberpullendorf) ·                     |          |         | Ende 18. Jahrhundert |
|      | Datei hochladen | Statue Johannes Nepomuk       | Oberwart (Bezirk Oberwart)                                   |          |         | In der Aufbahrungskirche von Oberwart befindet sich ein Ölgemälde mit einer Darstellung Johannes Nepomuks vor der Madonna. |
|      | Datei hochladen | Statue Johannes Nepomuk       | Oberwart (Bezirk Oberwart)                                   |          |         | Im Pfarrhof von Oberwart befindet sich eine aus Holz geschnitzte Statue Johannes Nepomuks aus der Mitte des 18. Jahrhunderts. |
| ja   | Datei hochladen | Statue Johannes Nepomuk       | Oggau am Neusiedler See (Bezirk Eisenstadt) ·                |          |         | Auf dem rechten Triumphbogenaltar der Pfarrkirche von Oggau befindet sich eine aus Holz geschnitzte Statue Johannes Nepomuks aus dem dritten Viertel des 18. Jahrhunderts. |
| ja   | Datei hochladen | Statue Johannes Nepomuk       | Oggau am Neusiedler See (Bezirk Eisenstadt) ·                |          |         | Beim ehemaligen Friedhof von Oggau steht auf einer geschuppten Säule mit einem Engelkopfkapitell eine Statue Johannes Nepomuks. |
|      | Datei hochladen | Statue Johannes Nepomuk       | Oslip (Bezirk Eisenstadt)                                    |          |         | Über dem Tor der so genannten Storchenmühle, der ehemaligen fürstlichen Dorfmühle, steht in einer Nische eine Statue Johannes Nepomuks mit zwei Engeln aus dem 18. Jahrhundert. |
|      | Datei hochladen | Statue Johannes Nepomuk       | Pama (Bezirk Neusiedl)                                       |          |         | Auf dem Gebälk des Hochaltars in der Pfarrkirche von Pama befindet sich eine Statue Johannes Nepomuks aus dem Jahr 1805. |
|      | Datei hochladen | Statue Johannes Nepomuk       | Parndorf (Bezirk Neusiedl)                                   |          |         | An der Südwand der Pfarrkirche von Parndorf steht eine Statue Johannes Nepomuks aus dem 18. Jahrhundert als Konsolfigur. |
| ja   | Datei hochladen | Gemälde Johannes Nepomuk      | Pinkafeld (Bezirk Oberwart) ·                                |          |         | Auf dem linken vorderen Seitenaltar der Pfarrkirche von Pinkafeld befindet sich ein Altarbild mit der Darstellung der Himmelfahrt Johannes Nepomuks aus der Zeit um 1790. |
| ja   | Datei hochladen | Statue Johannes Nepomuk       | Pinkafeld (Bezirk Oberwart) ·                                |          |         | Neben der Brücke über die Pinka im Zuge der Grazer Straße in Pinkafeld steht eine Johannes-Nepomuk-Kapelle mit einer Statue des Heiligen aus dem 19. Jahrhundert. |
| ja   | Datei hochladen | Statue Johannes Nepomuk       | Pöttsching (Bezirk Mattersburg) ·                            |          |         | Beim Friedhof von Pöttsching steht ein Bildstock Johannes Nepomuks aus dem 18. Jahrhundert. |
| ja   | Datei hochladen | Statue Johannes Nepomuk       | Potzneusiedl (Bezirk Neusiedl) ·                             |          |         | Beim Schloss von Potzneusiedl steht eine Nepomukfigur auf einem Sockel. |
|      | Datei hochladen | Statue Johannes Nepomuk       | Purbach am Neusiedler See (Bezirk Eisenstadt)                |          |         | Am Spitz in Purbach am Neusiedler See steht auf der Terrasse eines Restaurants ein 1730 errichteter Bildstock mit einer Statue Johannes Nepomuks. |
| ja   | Datei hochladen | Statue Johannes Nepomuk       | Raiding (Bezirk Oberpullendorf) ·                            |          |         | Bei der Mühle vor der Kirche von Raiding steht ein Bildstock mit einer Statue Johannes Nepomuks aus dem Jahr 1743. |
|      | Datei hochladen | Statue Johannes Nepomuk       | Rechnitz (Bezirk Oberwart)                                   |          |         | In der Sakristei der Pfarrkirche von Rechnitz befindet sich ein Ölgemälde mit einer Darstellung Johannes Nepomuks auf dem Totenbett aus der ersten Hälfte des 18. Jahrhunderts. |
|      | Datei hochladen | Statue Johannes Nepomuk       | Rechnitz (Bezirk Oberwart)                                   |          |         | An der Mauer des Friedhofs von Rechnitz steht eine Statue Johannes Nepomuks aus dem 18. Jahrhundert. |
|      | Datei hochladen | Statue Johannes Nepomuk       | Rohr im Burgenland (Bezirk Güssing)                          |          |         | Auf dem Altar der Kirche von Rohr im Burgenland befindet sich ein Aufsatzbild mit einer Darstellung Johannes Nepomuks. |
|      | Datei hochladen | Statue Johannes Nepomuk       | Rotenturm an der Pinka (Bezirk Oberwart)                     |          |         | In der Pfarrkirche von Rotenturm an der Pinka befindet sich eine aus Holz geschnitzte Statue Johannes Nepomuks aus dem 18. Jahrhundert mit der Märtyrerpalme und einem Kruzifix in kniender Pose. |
| ja   | Datei hochladen | Statue Johannes Nepomuk       | Rotenturm an der Pinka (Bezirk Oberwart) ·                   |          |         | Bei der Brücke über die Pinka steht in Rotenturm an der Pinka eine Statue Johannes Nepomuks aus dem zweiten Viertel des 18. Jahrhunderts. Auf deren Sockel befindet sich ein Relief mit einer Darstellung des Brückensturzes. |
|      | Datei hochladen | Statue Johannes Nepomuk       | Sankt Georgen am Leithagebirge (Eisenstadt)                  |          |         | In der Pfarrkirche von Sankt Georgen am Leithagebirge befindet sich eine aus Holz geschnitzte Statue Johannes Nepomuks. |
|      | Datei hochladen | Statue Johannes Nepomuk       | Sankt Georgen am Leithagebirge (Eisenstadt)                  |          |         | In einer Ecklaube des Pfarrhofs in Sankt Georgen am Leithagebirge befindet sich eine Statue Johannes Nepomuks aus dem Jahr 1740. |
|      | Datei hochladen | Statue Johannes Nepomuk       | Sankt Margarethen im Burgenland (Bezirk Eisenstadt-Umgebung) |          |         | In der Hauptstraße von Sankt Margarethen im Burgenland steht eine steinerne Mensa mit einer Statue Johannes Nepomuks. 1762 wurde sie an der Straße nach Eisenstadt als Giebelbau errichtet. Die Erweiterung des Weinkellers der Winzergenossenschaft machte die Versetzung der Kapelle in verkleinerter Form an ihren gegenwärtigen Standort notwendig.                                                                               |
| ja   | Datei hochladen | Statue Johannes Nepomuk       | Schattendorf (Bezirk Mattersburg) ·                          |          |         | In einer Kapelle im Pfarrhof von Schattendorf befindet sich eine Statue Johannes Nepomuks aus dem 18. Jahrhundert. |
| ja   | Datei hochladen | Statue Johannes Nepomuk       | Schützen am Gebirge (Bezirk Eisenstadt) ·                    |          |         | An der Ostseite der Kirchhofmauer von Schützen am Gebirge steht ein NischenBildstock aus dem 18. Jahrhundert. |
|      | Datei hochladen | Statue Johannes Nepomuk       | Schützen am Gebirge (Bezirk Eisenstadt)                      |          |         | Im sogenannten „Tiergarten“ nördlich von Schützen am Gebirge steht ein mit 1770 bezeichneter Bildstock Johannes Nepomuks. Auf dem Sockel befindet sich das Wappen der Familie Esterhazy. |
| ja   | Datei hochladen | Statue Johannes Nepomuk       | Siegendorf (Bezirk Eisenstadt) ·                             |          |         | In der Apsisnische der Johannes Nepomuk geweihten Ortskapelle von Siegendorf im Burgenland befindet sich eine Statue des Heiligen. |
|      | Datei hochladen | Statue Johannes Nepomuk       | Siget an der Wart (Bezirk Oberwart)                          |          |         | Die linke Rahmenfigur auf dem Altar der Kirche von Siget an der Wart ist eine Darstellung Johannes Nepomuks aus der ersten Hälfte des 18. Jahrhunderts. |
|      | Datei hochladen | Statue Johannes Nepomuk       | Stadtschlaining (Bezirk Oberwart)                            |          |         | Auf dem linken Seitenaltar der Burgkapelle von Stadtschlaining befindet sich ein Altarbild mit einer Darstellung Johannes Nepomuks aus der Zeit um 1770. |
|      | Datei hochladen | Statue Johannes Nepomuk       | Stadtschlaining (Bezirk Oberwart)                            |          |         | Bei der Brücke zur Burg von Stadtschlaining steht eine Statue Johannes Nepomuks, die 1752 von Johannes Piringer geschaffen wurde. |
|      | Datei hochladen | Statue Johannes Nepomuk       | Stadtschlaining (Bezirk Oberwart)                            |          |         | Auf dem rechten Seitenaltar der Pfarrkirche von Stadtschlaining befindet sich eine aus Holz geschnitzte Statue Johannes Nepomuks aus der Mitte des 18. Jahrhunderts. |
| BW   | Datei hochladen | Statue Johannes Nepomuk       | Steinberg (Bezirk Oberpullendorf) ·                          |          |         | Im Auszug des rechten Seitenaltars der Pfarrkirche von Steinberg an der Rabnitz befindet sich eine Statue Johannes Nepomuks. |
| ja   | Datei hochladen | Nischenfigur Johannes Nepomuk | Stöttera (Bezirk Mattersburg) ·                              |          |         | An der Fassade des Turms der Kirche von Stöttera befindet sich eine polychromierte Statue Johannes Nepomuks als Nischenfigur. |
| ja   | Datei hochladen | Nischenfigur Johannes Nepomuk | Tadten (Bezirk Neusiedl) ·                                   |          |         | Am nordwestlichen Ende des Angers von Tadten steht eine Johannes-Nepomuk-Kapelle aus dem Jahr 1873 mit einer Statue Johannes Nepomuks in einer Mauernische am Giebel. |
|      | Datei hochladen | Statue Johannes Nepomuk       | Trausdorf an der Wulka (Bezirk Neusiedl)                     |          |         | Bei der Brücke über die Wulka in Trausdorf an der Wulka steht ein 1744 errichteter Bildstock mit einer Statue Johannes Nepomuks. |
|      | Datei hochladen | Statue Johannes Nepomuk       | Trausdorf an der Wulka (Bezirk Neusiedl)                     |          |         | An der Straße nach Eisenstadt steht ein 1744 errichteter Bildstock mit einer Darstellung des knienden Johannes Nepomuk. |
| BW   | Datei hochladen | Statue Johannes Nepomuk       | Trausdorf an der Wulka (Bezirk Neusiedl) ·                   |          |         | Über dem Hoftor der Weingartenmühle im Osten von Trausdorf an der Wulka befindet sich als Nischenfigur eine Darstellung des knienden Johannes Nepomuk. |
| ja   | Datei hochladen | Statue Johannes Nepomuk       | Unterbildein (Bezirk Güssing) ·                              |          |         | Am Triftweg in Unterbildein befindet sich ein seit 2013 denkmalgeschützter Figurenbildstock |
| BW   | Datei hochladen | Statue Johannes Nepomuk       | Unterbildein (Bezirk Güssing) ·                              |          |         | In der Pfarrkirche von Unterbildein befindet sich eine Darstellung Johannes Nepomuks aus der Mitte des 18. Jahrhunderts. |
| BW   | Datei hochladen | Statue Johannes Nepomuk       | Unterfrauenhaid (Bezirk Oberpullendorf) ·                    |          |         | In der Turmvorhalle der Pfarrkirche von Unterfrauenhaid befindet sich ein Weihwasserbecken mit einer Statue Johannes Nepomuks aus dem 18. Jahrhundert. |
| ja   | Datei hochladen | Statue Johannes Nepomuk       | Unterpetersdorf (Bezirk Oberpullendorf) ·                    |          |         | Vor der Kirche von Unterpetersdorf steht ein mit 1740 datierter Bildstock Johannes Nepomuks. |
| BW   | Datei hochladen | Statue Johannes Nepomuk       | Unterpullendorf (Bezirk Oberpullendorf) ·                    |          |         | An der nordseitigen Mauer des Langhauses der Pfarrkirche von Unterpullendorf befindet sich eine aus Holz geschnitzte Statue des Heiligen aus dem 18. Jahrhundert. |
|      | Datei hochladen | Statue Johannes Nepomuk       | Unterrabnitz (Bezirk Oberpullendorf)                         |          |         | In Unterrabnitz steht bei der Brücke ein Bildstock Johannes Nepomuks aus dem 19. Jahrhundert. |
| BW   | Datei hochladen | Statue Johannes Nepomuk       | Weiden am See (Bezirk Neusiedl) ·                            |          |         | Über dem Beichtstuhl der Pfarrkirche von Weiden am See befindet sich eine Statue Johannes Nepomuks aus der zweiten Hälfte des 18. Jahrhunderts. |
| ja   | Datei hochladen | Statue Johannes Nepomuk       | Weiden am See (Bezirk Neusiedl) ·                            |          |         | Vis-a-vis von der Pfarrkirche von Weiden am See steht eine 1745 errichtete Pestsäule mit einer Darstellung Johannes Nepomuks als Sockelfigur. |
| BW   | Datei hochladen | Statue Johannes Nepomuk       | Weiden bei Rechnitz (Bezirk Oberwart) ·                      |          |         | Auf dem Volksaltar der Pfarrkirche von Weiden bei Rechnitz befindet sich eine aus Holz geschnitzte Statue Johannes Nepomuks aus dem 19. Jahrhundert. |
| BW   | Datei hochladen | Statue Johannes Nepomuk       | Weppersdorf (Bezirk Oberpullendorf) ·                        |          |         | Am südlichen Chorjoch der Pfarrkirche von Weppersdorf befindet sich eine Statue Johannes Nepomuks aus dem 18. Jahrhundert. |
| ja   | Datei hochladen | Statue Johannes Nepomuk       | Wiesen (Bezirk Mattersburg) ·                                |          |         | In der Bahnstraße in Wiesen steht bei der Brücke über den Edlesbach eine Johannes-Nepomuk-Kapelle. Die erste bekannte Kapelle wurde 1719 errichtet. Nach einer Schändung und Zerstörung der Statue erwarb die Gemeinde 1975 eine aus Kunststein gefertigte 64 Zentimeter große Statue des Heiligen. 2009 wurde die Kapelle abgebrochen, einige Meter seitwärts neu errichtet und am 14. Juni 2009 durch Bischof Paul Iby neu geweiht. |
| BW   | Datei hochladen | Statue Johannes Nepomuk       | Wiesen (Bezirk Mattersburg) ·                                |          |         | Auf dem Hauptplatz von Wiesen steht eine um 1900 nach mehreren Versetzungen hier errichtete Johannes-Nepomuk-Kapelle. |
| BW   | Datei hochladen | Statue Johannes Nepomuk       | Wimpassing an der Leitha (Bezirk Eisenstadt-Umgebung) ·      |          |         | In der Pfarrkirche von Wimpassing an der Leitha befindet sich eine Statue Johannes Nepomuks aus der Zeit um 1730. |
| BW   | Datei hochladen | Statue Johannes Nepomuk       | Winden am See (Bezirk Neusiedl) ·                            |          |         | Beim Pfarrhof von Winden am See steht eine 1772 errichtete Johannes-Nepomuk-Kapelle mit einer Statue des Heiligen aus dem Ende des 18. Jahrhunderts. |
| ja   | Datei hochladen | Nischenfigur Johannes Nepomuk | Zemendorf (Bezirk Mattersburg) ·                             |          |         | In einer Nische der Fassade des Kirchturms von Zemendorf befindet sich eine Darstellung Johannes Nepomuks als Nischenfigur aus der Zeit zwischen 1823 und 1824. |
| ja   | Datei hochladen | Statue Johannes Nepomuk       | Zillingtal (Bezirk Eisenstadt) ·                             |          |         | Auf dem rechten Seitenaltar der Pfarrkirche von Zillingtal befindet sich ein Ölgemälde Johannes Nepomuks aus der zweiten Hälfte des 18. Jahrhunderts. |
| ja   | Datei hochladen | Statue Johannes Nepomuk       | Zillingtal (Bezirk Eisenstadt) ·                             |          |         | Bei der Pfarrkirche von Zillingtal steht ein Bildstock Johannes Nepomuks aus dem vierten Viertel des 18. Jahrhunderts. |